# Tony Malinosky
Antony Francis Tony Malinosky, né le 7 octobre 1909 à Collinsville (Illinois) et mort le 8 février 2011 à Oxnard (Californie), est un joueur américain de baseball évoluant en Ligue majeure de baseball en 1937 avec les Brooklyn Dodgers.
À sa mort à l'âge de 101 ans, il était le plus vieux joueur de Ligue majeure encore en vie.

## Carrière
Antony Malinosky fait ses études au Whittier College dans la même classe que le futur président Richard Nixon.
Il est engagé en 1932 par les Pirates de Pittsburgh et évolue successivement en Ligue mineure avec les Tulsa Oilers en Western League, les Waco Cubs en Dixie League puis dans la Southern Association avec les Little Rock Travellers et les Birmingham Barons avant d'intégré les Louisville Colonels en American Association et d'être transféré aux Brooklyn Dodgers en 1936.
Il commence la saison 1937 en Ligue majeure avec les Dodgers et alterne entre les postes de troisième base et arrêt-court, jouant 37 parties pour dix-huit coups sûrs et une moyenne au bâton de,228. Après une blessure au genou, il ne revient pas en Ligue majeure mais continue sa carrière en Ligue mineure.
Il termine la saison 1937 chez les Rochester Red Wings en International League puis clôt sa carrière fin 1938 après avoir évolué dans quatre équipes différentes.
Pendant la Seconde Guerre mondiale, il est enrôlé dans l'armée américaine et participe notamment à la Bataille des Ardennes,. Il s'installe à Oxnard en Californie après la guerre.
En 2009, il est honoré par les Dodgers de Los Angeles à l'occasion de son centenaire.
Il meurt le 8 février 2011 à 101 ans.

## Statistiques
| Saison | Équipe | G  | AB | R | H  | 2B | 3B | HR | RBI | SB | BB | SO | BA   | OBP  | SLG  |
| ------ | ------ | -- | -- | - | -- | -- | -- | -- | --- | -- | -- | -- | ---- | ---- | ---- |
| 1937   | BRO    | 35 | 79 | 7 | 18 | 2  | 0  | 0  | 3   | 0  | 9  | 11 | .228 | .307 | .253 |
| Totaux | 1 an   | 35 | 79 | 7 | 18 | 2  | 0  | 0  | 3   | 0  | 9  | 11 | .228 | .307 | .253 |